# Lisronia echidna
Lisronia echidna är en insektsart som beskrevs av Loginova 1976. Lisronia echidna ingår i släktet Lisronia och familjen rundbladloppor. Inga underarter finns listade i Catalogue of Life.